# 星球大战旧共和国武士II：西斯领主
《星球大战旧共和国武士II：西斯领主》（缩写为）是由黑曜石娱乐开发、LucasArts发行的角色扮演游戏。本作是颇受好评的前作《星球大战：旧共和国武士》的后续作品，其Xbox版先於2004年12月6日发行，而后Windows版本则在2005年2月8日发行。本作亦是黑岛工作室解散后，其成员组成黑曜石娱乐公司之后的处女作。
2011年底，LucasArts與美商藝電聯合發佈了由BioWare開發的續作《星際大戰：舊共和國》，採用MMORPG的形式。

## 开发
《星球大战旧共和国武士II：西斯领主》（以下简称《西斯领主》）同Bioware於2003年开发并被GameSpy等评为年度最佳游戏的《星球大战：旧共和国武士》属于同一系列。更换开发小组的原因来自Bioware，因忙于开发《翡翠帝国》並專注在知识产权问题而無暇他顧，加上出于对黑曜石小组人员过去工作的熟悉，因此推荐他们完成此工作。《西斯领主》的开发起始日和《星球大战：旧共和国武士》的Xbox版发售日为同一天。
黑曜石選擇前作採用並經過升級的奥德赛引擎，Bioware的技术人员也向黑曜石开发者提供技术支援，本作新开发的技术包括一些新的战斗动作以及界面缩放
。
游戏的主设计师克里斯·阿瓦隆在游戏发行后接受采访时表示，他希望“能有更多的时间”来制作这一游戏，制作时间的不充足导致了游戏大量剧情被删节，这包括一个机器人工厂、一颗行星的全部剧情，以及草草收场的结局等。
官方为这一游戏发布了四个补丁，其中第一和第四个用於修复游戏进程中的问题，而第二和第三个提升了其中电影和音乐的品質。

## 剧情
《西斯领主》的剧情设定在雅汶战役近四千年前的旧共和国时代，前作《星球大战：旧共和国武士》发生的五年后。此时的旧共和国风雨飘摇，绝地武士几乎已被西斯残杀殆尽。玩家操作的角色是一名被绝地组织驱逐流放的前绝地武士，在游戏中经常被称作“流亡者”，但正典中姓名為咪拉·蘇瑞克（Meetra Surik）。在游戏中，蘇瑞克逐渐找回了与原力的联系，并在其他非玩家角色的帮助下与西斯进行战斗。玩家可以在游戏过程中作出选择，使蘇瑞克的立场趋向原力的光明面或堕入原力的黑暗面，通过在六个不同的星球间的航行，帮助或阻挠共和国为实现和平和秩序所进行的努力。

### 游戏角色
咪拉·蘇瑞克（Meetra Surik）
玩家角色，姓名可自定，但正典姓名為咪拉·蘇瑞克（Meetra Surik）。根据星球大战世界观的官方设定，蘇瑞克是一名女性，不过在游戏开始玩家可自由选择蘇瑞克的姓名、性别以及绝地职业属性。蘇瑞克曾追随绝地武士瑞文参加共和国对抗曼達洛人侵略的曼達洛战争，并在玛拉卓五号星的最终决战中下令启动一台极具毀滅性武器，使得全部曼達洛舰队及大部分共和国舰队遭到摧毁。大量生灵涂炭使原力遭到重創，也使蘇瑞克与原力的联系被彻底切断。战争结束后绝地组织决定将其驱逐。随着游戏的进行，蘇瑞克逐渐找回与原力的联系，并与其他角色建立了原力的纽带。
柯瑞亚（Kreia）
柯瑞亚是主角遇到的第一个NPC，她成为了帮助蘇瑞克找回原力的导师，两人的关系类似于魁刚·金和欧比旺·克诺比。柯瑞亚的立场是灰色的，她既不属于原力的光明面也不属于原力的黑暗面，对蘇瑞克而言她有着神秘而不为人所知的过去，而她对蘇瑞克的教导似乎也有不可告人的目的。
亚顿·兰德（Atton Rand）
亚顿的角色设定类似韩·索罗，是名出色的飞行员兼赌徒。他出场时在佩拉格斯的矿场中被神秘监禁，随后成为蘇瑞克等人的飞船“乌木鹰号”的驾驶员。随着剧情深入，玩家可了解到他阴暗的过去，且能训练他成为绝地武士。特别当主角被设定为女性时，亚顿是可供主角选择的爱情对象之一。
贝奥-得尔（Bao-Dur）
他曾追随蘇瑞克参加了曼達洛战争，在军中担任技术人员，此次在与蘇瑞克的征途中称其为“将军”。他随身携带一个轻巧的球型机器人Remote。通过影响贝奥-得尔的属性可以将他训练为绝地武士，而他在结局時將發揮关键作用。
曼達洛（Mandalore）
蛰居在达克森上的曼達洛人的首领（“曼達洛”只是对曼達洛人首领的通称），为谋求曼達洛人东山再起以及星系稳定，也加入了流亡者的征途。由于身披厚重铠甲及头盔（并设定为不可卸下），曼達洛的真实面孔一开始无法展示，随着剧情的深入蘇瑞克可以发现他的真实身份。
侍女（Handmaiden）
绝地大师爱翠斯的六名侍女中最小的一位，只有当主角为男性时她才会加入征途，她被爱翠斯派遣的意图是监视流亡者的行动。她是一名优秀的格斗家，通过与她进行格斗训练，流亡者可以逐渐了解到她的身世，并可以将她训练为绝地武士。她的真名在结尾会透露，并且是男主角可选择的爱情对象之一。
门徒（Disciple）
绝地内战后作为一名历史学家和外交家，他肩负着说服那些流失的绝地重新为共和国效力的任务，只有当主角为女性时他才会加入，并也可以被训练为绝地武士。他的真名也会在剧情中透露，并且也是女主角可选择的爱情对象之一。
维萨斯·玛尔（Visas Marr）
她是一名米拉卢卡人，这个种族先天双目失明但能通过原力获得视觉。在西斯领主达斯·尼赫勒斯的黑暗原力的吞噬下，这个种族几近绝灭，她也成为了尼赫勒斯的西斯学徒。她被派遣对流亡者行刺，被流亡者击败后成为了乌木鹰号上一员。她也是男主角可选择的爱情对象之一。
T3-M4
前作中登场的航天机器人，设定类似R2-D2。在本作中一开始就在乌木鹰号上登场，并在之後数次发挥关键作用，相較前作有更亮眼的表現。
米拉（Mira）
在纳·沙达上遇到的人类赏金猎人，仅当蘇瑞克在那时的属性为光明或中立时才会加入。随着剧情深入，蘇瑞克可以了解米拉被曼達洛战争摧殘的过去，并可以将她训练为绝地武士。
杭哈（Hanharr）
在纳·沙达上遇到的武技族赏金猎人，仅当蘇瑞克在那时的属性为黑暗时才会加入。杭哈起初被雇佣杀掉米拉，但在过程中反而被米拉救了一命，从而不得不对米拉许下乌奇族特有的“生命之债”（类似于丘巴卡之于韩·索罗）。但由于他对人类极度仇恨，总是试图寻找机会杀掉米拉而结束自己的束缚。
HK-47
前作中登场的杀手机器人，与T3-M4的搭档类似于C-3PO和R2-D2；除词汇丰富并懂多种语言外，他爱好杀戮并缺乏感情，与C-3PO没有其他相似之处。本作中起初作为一个坏掉的机器人出现在乌木鹰号上，只有当流亡者收集齐三个重要零件后才能被修复。在本作中一直追杀主角的HK-50型量产机器人是HK-47的新型号。
G0-T0
黑帮组织Exchange的头目之一Goto的机器人，Goto希望蘇瑞克能够给共和国带来稳定，从而派遣了这个机器人来帮助他们。然而随着剧情深入，可以了解到G0-T0实际就是Goto本人——Goto是一个智能高度发达的机器人。Goto在外形上与贝奥-得尔的Remote有相似之处，在结尾两个机器人发生了正面交锋。
游戏中的主要敌人包括：黑帮组织Exchange、西斯士兵、赏金猎人以及其他憎恨绝地的组织等。重要的“BOSS”包括：堕入黑暗面的绝地大师爱翠斯、西斯领主达斯·赛恩（代表痛苦）、西斯领主达斯·尼赫勒斯（代表欲望）和西斯领主达斯·特瑞亚（代表背叛）。

## 评价
《西斯领主》在玩家和评论界那里都获得了相当高的评价，几家游戏网站的评分分别为：GameSpot 8.5/10，GameSpy 4.5/5，IGN 9.3/10。Metacritic根据30个专家评论给出的得分为85/100，这要略低于前作《星球大战：旧共和国武士》得到的93/100。GameSpy还将本作中的柯瑞亚评为“2005年度最佳游戏角色”。
尽管如此，游戏本身的不完整性及诸多bug仍然被诸多玩家所诟病，一般认为这些问题都归咎于LucasArts给黑曜石带来的工作压力：LucasArts催促黑曜石的工作人员在2004年圣诞假期来临之前完成制作，为的是赶上假期的销售。